# Jean-Joseph Fiocco
Jean-Joseph Fiocco (ochrzcz. 15 grudnia 1686 Brukseli, zm. 30 marca 1746 tamże) – belgijski kompozytor.

## Życiorys
Był drugim z dzieci kompozytora Pietra Antonia Fiocco, pochodził z jego pierwszego małżeństwa. Po śmierci ojca w 1714 roku został jego następcą na stanowisku kapelmistrza dworu królewskiego i dyrektora muzycznego kościoła Notre-Dame du Sablon.
Na potrzeby dworu królewskiego komponował liczne msze, oratoria i motety. Drukiem ukazało się jedynie Sacri concentus na 4 głosy wokalne i 3 instrumenty.